# Teinobasis olthofi
Teinobasis olthofi är en trollsländeart som beskrevs av Maurits Anne Lieftinck 1949. Teinobasis olthofi ingår i släktet Teinobasis och familjen dammflicksländor. Inga underarter finns listade i Catalogue of Life.